# Coppelia Circus
Coppelia Circus（コッペリアサーカス、1982年11月25日 -）は、日本の女性バーレスクダンサー、衣装デザイナー。

## 略歴
2006年にデビュー。表現力・衣装制作に関して演者から裏方まで幅広く活動する。2009年より「フジロックフェスティバル」JVC FORCE TYOのDJステージにてショー演出・出演を務め、2016年に同ステージで誕生した「The Cabaret Cats' Revue」では団長として意欲的に活動。毎年ラスベガスで開催されるバーレスク世界大会「Burlesque Hall of Fame Weekend」へはソロ・“CIRCUS DE MOCCOS“(デュオ)で数度ファイナリストにノミネートされる。L&S Tokyo、ウキヨホテルプロジェクトをはじめ、ダンサー・ストリップ・エアリアル等を中心に多くの衣装を手掛け、2021年4月には衣装作品集「COSTUMES by COPPELIA CIRCUS」を用美社より上梓。 

## 主な衣装製作
- 2016年 - 「L&S Tokyo」 六本木 ダンサー衣装
- 2018年1月 ルー・ヤン展「電磁脳神教 －Electromagnetic Brainnology」 青山スパイラルガーデン ちゃんもも◎衣装
- 2019年6月 CY8ER LIVE「CY8ER DEATH MATCH」 TOKYO DOME CITY HALL 衣装
- 2021年
  - 9月 日本テレビ系列「今夜くらべてみました」SHELLY エアリアル衣装
  - 10月 
    - ちゃんみなワンマンライブ 「THE PRINCESS PROJECT - FINAL -」日本武道館  エアリアルパフォーマー衣装
    - 森の中のダークファンタジーサーカス」 あきる野市深澤渓 自然人村 パフォーマー衣装

  - 12月「銀の宝石達」 銀座 ダンサー衣装
- 2022年10月 ウキヨホテルプロジェクト「YOKOHAMA Short Stories」横浜クリフサイド
- 2023年12月 ウキヨホテルプロジェクト新作ミュージカルトライアウト公演「ジル・ド・レ ～吾輩は娼館の蚤である～」 ラゾーナ川崎プラザソル

## バーレスク
- 「フジロックフェスティバル」 2009,2011-2018（with JVC FORCE TYO） - 出演。振付・演出担当
- 「Burlesque Festival」
  - 2008　アメリカ・ニューヨーク - 紫ベビードールとして出演
  - 2013　フランス・パリ - 出演
  - 2015　カナダ・トロント - 紫ベビードールとして出演
  - 2016　アメリカ・ニューオーリンズ - CIRCUS DE MOCCOS
  - 2017　アメリカ・ハリウッド - 「Best Duo 2017」ノミネートCIRCUS DE MOCCOS
- 「Burlesque Hall of Fame Weekend」アメリカ・ラスベガス
  - 2013　「The Best Debut Category」ノミネート
  - 2014　「Best Group Category」ノミネートCIRCUS DE MOCCOS
  - 2015　「Best Group Category」ノミネートCIRCUS DE MOCCOS
  - 2017　「Best Group Category」ノミネートCIRCUS DE MOCCOS
- 日本初のバーレスク・コンベンション「LAB BURLESQUE!」 - 講師
- 「The Wiggle Room @Slipper Room」アメリカ・ニューヨーク - 出演
- テレビ東京系列「ほぼほぼ～真夜中のツギクルモノ探し～」 - バーレスク特集の講師で出演
- 「iUmor」ルーマニアTV番組 CIRCUS DE MOCCOS - 出演

他、都内を中心にイベント出演多数。

## 舞台出演
- to R mansion presents『The Wonderful Parade』 - 2016年第5回世田谷区芸術アワード“飛翔”舞台芸術部門受賞作品
  - 2016年6月 こまばアゴラ劇場提携公演
  - 2017年1月 神戸アートビレッジセンター KAVCホール
  - 2018年1月 公益財団法人せたがや文化財団主催公演 シアタートラム ネクスト・ジェネレーションvol.10

- to R mansion presents『にんぎょひめ』
  - 2017年8月 NPO法人劇場創造ネットワーク 座・高円寺提携公演
  - 2019年8月
    - 三軒茶屋シアタートラム せたがや文化財団提携
    - 長崎県佐世保市 アルカスSASEBO公演

  - 2020年8月
    - 愛知県かすがい文化財団主催 春日井市民東部センター公演
    - 兵庫県豊岡市主催 城崎アートセンター公演

  - 2021年7月 三重県文化会館主催 三重県文化会館公演
  - 2022年6月
    - 公益財団法人山口市文化振興財団主催 山口情報芸術センター[YCAM]公演
    - 北九州芸術劇場提携 北九州芸術劇場公演

  - 2023年3月 公益財団法人北区文化振興財団主催 北とぴあ公演